# Svend Jørgen Hansen
Svend Jørgen Hansen (17. september 1922 – 7. maj 2006) var en dansk fodboldspiller. Han spillede 2 A-landskampe for Danmark og scorede 1 mål.

## Klub-karriere
- OB
- Atalanta B.C.
- Pro Patria